# BMW ActiveE
Der BMW  ActiveE ist ein Elektrofahrzeug des deutschen Automobilherstellers BMW und basiert auf dem Serienmodell des 1er Coupés. Nach dem Mini E ist es das zweite Fahrzeug der BMW Group, welches im Rahmen des project i nicht als Serienfahrzeug, sondern in internationalen Pilotflotten eingesetztes Sondermodell entwickelt wurde. Die ca. 1200 gebauten Fahrzeuge wurden als Prototypen zugelassen, waren für Privatkunden nicht käuflich erhältlich und wurden ausschließlich in internationalen Pilotierungsprojekten eingesetzt, darunter auch im Car-Sharing bei DriveNow.
Mit den BMW-ActiveE-Flotten wurden zwei Ziele verfolgt: Die technische Erprobung der Komponenten des elektrischen Antriebs für das später hergestellte Serienfahrzeug BMW i3 sowie der Gewinn von Erkenntnissen über den Einsatz von Elektrofahrzeugen in der Praxis. Der BMW ActiveE wurde unter anderem bei den Olympischen Spielen 2012 in London als Begleitfahrzeug für den Fackellauf und Marathon eingesetzt.

## Fahrzeugkonzept
Der BMW ActiveE hat Hinterradantrieb und bietet Platz für vier Personen. Auf der North American International Auto Show im Januar 2010 in Detroit stellte BMW das Fahrzeug als Concept ActiveE vor. Der BMW ActiveE hat den gleichen Elektromotor, die gleiche Batterie- und Motorsteuerung und die gleichen Batteriezellen wie der BMW i3. Im Gegensatz zum mit Elektroantrieb geplanten BMW i3 („Purpose Design“) ist der BMW ActiveE konstruktiv jedoch ein Umbau, also ein ursprünglich für den Antrieb durch einen Verbrennungsmotor konzipiertes Fahrzeug, in das der elektrische Antriebsstrang eingepasst wurde. Die Batterie des BMW ActiveE ist deshalb in drei Teile geteilt, die in den durch den Wegfall des Verbrennungsantriebs freiwerdenden Bauraum eingepasst sind: Unter der Frontklappe (statt des Motors), im Karosserietunnel (statt der Gelenkwelle) und unter der hinteren Sitzbank (statt des Kraftstofftanks). Im Gegensatz zum i3 wurde der ActiveE auf allen Märkten mit SAE J1772-Ladebuchse ausgeliefert. Für Europäische Ladesäulen mit Typ-2-Anschluss wurde ein Adapterkabel beigelegt.

## Pilotierung
Im Rahmen von zum Teil öffentlich geförderten Forschungsprojekten wurden BMW-ActiveE-Fahrzeuge in über 30 Ländern eingesetzt, insbesondere in China, Deutschland, Frankreich, Japan, Niederlande, Südkorea, UK und den USA. Dabei wurde in vorgegebenen Nutzungssituationen (zum Beispiel keine Lademöglichkeit zu Hause) das Verhalten der Fahrzeugnutzer erfasst und ausgewertet, etwa die Akzeptanz von Fahrverhalten und Reichweite. Auch der Einsatz im Car-Sharing bei DriveNow in München, Berlin und San Francisco war Teil eines Pilotierungsprojekts. Da die Fahrzeuge konstruktiv nicht auf eine lange Lebensdauer ausgelegt waren, wurden sie nach Abschluss der Pilotierungsprojekte größtenteils verschrottet.